# Anna Fitziu
Anna Fitziu, nata Anna Powell, nota anche come Anna Fitzhugh e Anna Fitzu (New York, 1º aprile 1887 – New York, 20 aprile 1967), è stata un soprano statunitense.
Ebbe una prolifica carriera operistica internazionale durante la prima parte del XX secolo. I suoi ruoli in cui riuscì a distinguersi furono Fiora in L'amore dei tre re, Mimì nella Boheme, Nedda in Pagliacci e i ruoli principali in Isabeau, Madama Butterfly e Tosca. Dopo la fine della sua carriera di cantante, intraprese una seconda carriera come insegnante di canto. Tra i suoi allievi illustri c'era la cantante lirica Shirley Verrett.

## Biografia

### Primi anni

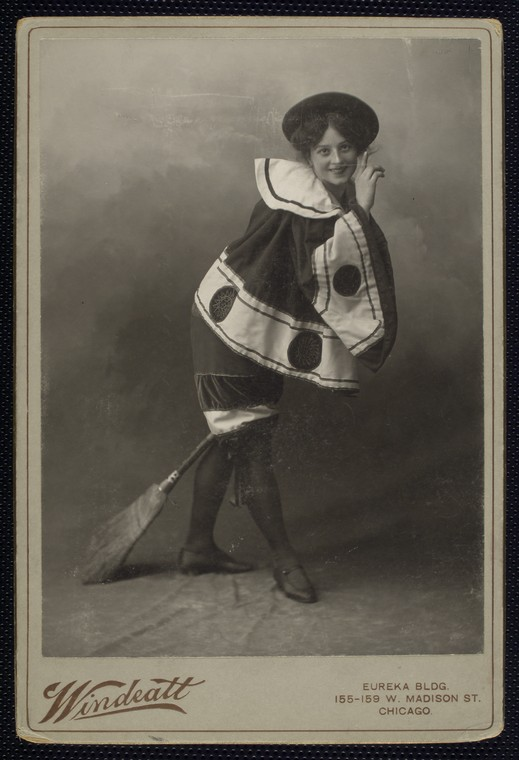
"Anna Fitzhugh" ne Il mago di Oz (1903)

Nata come Anna Powell a Huntington, nella Virginia Occidentale, il 1º aprile 1887, Fitziu iniziò la sua carriera come ragazza del coro e solista di concerti a New York City nel 1902. A questo punto della sua carriera lavorò sotto il nome di "Anna Fitzhugh", prendendo il cognome da una vecchia famiglia della Virginia (un membro della quale includeva il delegato del Congresso continentale William Fitzhughg) a cui era imparentata. Andò a Chicago all'inizio del 1903 per interpretare una serie di ruoli minori nella commedia musicale Il mago di Oz. Rimase a Chicago fino al 1904 apparendo in ruoli da protagonista in operette e commedie musicali come Baroness Fiddlesticks e Sergeant Brue . Dal 1905 al 1906 si esibì nel circuito del vaudeville americano.

### Carriera
Nel 1906 Fitziu andò a Parigi dove studiò canto con William Thorn per diversi anni. Adottò il nome d'arte "Anna Fitziu" durante la sua prima apparizione in un'opera nel 1910 al Teatro Dal Verme di Milano come Elsa nel Lohengrin di Richard Wagner. Rimase in Italia per i successivi cinque anni, esibendosi in ruoli da protagonista in teatri d'opera come il Teatro dell'Opera di Roma, il Teatro di San Carlo, il Teatro Massimo e La Fenice. Si esibii anche al Palacio de Bellas Artes di Città del Messico e al Teatro Colón di Buenos Aires.
Nel 1915 Anna Fitziu ricevette un contratto a breve termine al Metropolitan Opera di New York City. Dopo aver firmato il contratto, debuttò con la compagnia nel ruolo di Rosario nella prima mondiale di Goyescas di Enrique Granados il 28 gennaio 1916, con Giovanni Martinelli come Fernando, Flora Perini come Pepa, Giuseppe De Luca come Paquiro e Gaetano Bavagnoli alla direzione. È stato l'unico ruolo che abbia mai interpretato al Metropolitan, sebbene sia apparsa in diversi concerti della domenica sera. Nel 1916 fu impegnata alla New Orleans Opera.
Dal 1917 al 1919 Anna Fitziu fu la principale soprano della Chicago Opera Association. Con la compagnia interpretò anche il ruolo del protagonista nella prima mondiale di Azora, la figlia di Montezuma di Henry Kimball Hadley il 26 dicembre 1917 e il ruolo del protagonista nella première statunitense di Loreley di Alfredo Catalani nel 1919. Successivamente cantò con la Chicago Civic Opera dal 1922 al 1926. Nel 1921 e nel 1926 fece tournée negli Stati Uniti con la San Carlo Opera Company. Il 6 novembre 1924 cantò Mimì ne La bohème per la primissima rappresentazione presentata dalla Philadelphia Civic Opera Company. Apparve anche in opere al Ravinia Festival nei primi anni venti e all'Opera dell'Avana nel 1924 come Desdemona nell'Otello con Giovanni Martinelli nel ruolo omonimo.

### Ultimi anni
Nel 1927, a seguito di un esaurimento nervoso, Anna Fitziu si ritirò dalle scene. Finì così per dedicarsi alla scrittura per qualche tempo, riuscendo a pubblicare alcuni racconti di narrativa breve. Iniziò poi ad insegnare canto privatamente a New York City nel 1929. Continuò a insegnare canto per il resto della sua vita, prima a Chicago, poi a Los Angeles. Tra i suoi allievi notevoli vi fu Shirley Verrett.

### Vita privata
La signorina Anna Fitziu era la nipote della sig. Byrd Tyler Daniel di Bradrick, Ohio. Si fidanzò con Andrés de Segurola nel 1920, ma non si sposarono. Sposò invece il dottor John J. Harty.